# Bilastina
Bilastina, vendido sob o nome comercial alektos entre outros, é um medicamento anti-histamínico de segunda geração utilizado no tratamento da rinoconjuntivite alérgica e urticária.  Exerce efeito de  antagonista seletivo do receptor H 1 de histamina , e possui eficácia semelhante à cetirizina, fexofenadina e desloratadina . Foi desenvolvido na Espanha pela FAES Farma .
A bilastina é vendida sob o nome comercial Bilargo (Ziska Pharmaceuticals Ltd.) em Bangladesh, como Blexten (Nuvo Pharmaceuticals Inc.) no Canadá, como Bilaxten na Suíça e como Nixar na Croácia (Hrvatska), Geórgia, Macedônia e Sérvia. A bilastina é aprovada na União Europeia para o tratamento sintomático da rinoconjuntivite alérgica e da urticária. Não é aprovado para qualquer uso nos Estados Unidos.
A bilastina demostrou-se eficaz no tratamento de doenças alérgicas, incluindo a rinoconjuntivite. Além disso, a bilastina demonstrou melhorar a qualidade de vida e todos os sintomas nasais e oculares de pacientes com rinite alérgica. A bilastina atende os critérios  da Academia Europeia de Alergia e Imunologia Clínica (EAACI) e da Rinite Alérgica e seu Impacto na Asma (ARIA) para medicamentos utilizado no tratamento da rinite alérgica .

## Usos médicos

### Rinoconjuntivite alérgica
A eficácia clínica da bilastina na rinite alérgica (RA) e na urticária foi avaliada em 10 ensaios clínicos, nos quais participaram mais de 4.600 pacientes. Todos compararam a bilastina com placebo e outro anti-histamínico de segunda geração com eficácia comprovada (comparador ativo).

#### Rinite alérgica
Os estudos sobre a Rinite Alérgica Sazonal (RAS) foram duplo-cegos, controlados por placebo, de grupos paralelos envolvendo pacientes do sexo masculino e feminino com mais de 12 anos de idade com doença sintomática no início do estudo. Os sintomas nasais (espirros, rinorréia, prurido nasal e congestão) foram diariamente avaliados antes  e durante o período de tratamento. Os sintomas não nasais (coceira no olho, olho lacrimejante, coceira no ouvido e palato) também foram avaliados de acordo com uma escala de 0 a 3, para que a Pontuação Total de Sintomas (PTS) e outros parâmetros relacionados pudessem refletir claramente a evolução diária da RAS em cada paciente e grupo de tratamento. Parâmetros como qualidade de vida e desconforto também foram avaliados, e da mesma forma foram registrados o tipo e frequência de EA, tolerabilidade e segurança geral do tratamento. Nestes estudos sobre RAS, a administração oral diária durante 14 dias de bilastina provou ter a mesma eficácia que a administração de cetirizina e desloratadina.

### Urticária
Um artigo de revisão avaliou dados de ensaios que detalharam a eficácia da bilastina em modelos de pele e urticária para avaliar se a bilastina possui um perfil ideal sob a urticária em doses maiores. Os autores concluíram que a bilastina tem um excelente perfil de eficácia e segurança, embora haja necessidade de ensaios clínicos controlados para comparar a eficácia da bilastina em um estudo de dosagem na vida real de pacientes com urticária, com atenção especial ao controle da coceira.

### Dosagem
É tomado por via oral, devendo ser engolido. Apresenta um início de ação rápido (dentro de 30 a 60 minutos). Deve ser tomado apenas por crianças com mais de 4 anos e adultos.

## Efeitos colaterais
A toxicidade da bilastina foi investigada em estudos toxicológicos pré-clínicos em camundongos, ratos e cães após administração oral e intravenosa e não foram observados nenhuma morte após administração oral de doses massivas. Após administração intravenosa, os valores da DL50 (dose letal para 50% dos animais) foram 33 e 45-75 mg/kg em camundongos e ratos, respectivamente. Não foram observados sinais de toxicidade em nenhum órgão após super dosagem de bilastina, seja por via oral (em camundongos, ratos e cães) ou intravenosa (em ratos e cães) durante 4 semanas. Não foram observados efeitos na fertilidade, efeitos teratogênicos ou mutagênicos e nenhum potencial carcinogênico aparente nos estudos realizados em ratos, camundongos e coelhos.
Em pesquisas clínicas, a bilastina demonstrou ser bem tolerada, com perfil de eventos adversos semelhante ao placebo em voluntários saudáveis, pacientes com RA e com urticária idiopática crônica. Embora o perfil de tolerância da bilastina e levocetirizina ou desloratadina fossem muito semelhantes, a bilastina se mostrou melhor tolerada do que a cetirizina em um ensaio clínico sobre RAS, o qual apresentou menos eventos adversos no grupo bilastina. Não foram observados eventos adversos anticolinérgicos nos ensaios clínicos com bilastina. Nenhum evento adverso grave foi relatado durante a pesquisa e não houve alterações clinicamente significativas nos sinais vitais, eletrocardiograma (ECG) ou exames laboratoriais. Perfis farmacocinéticos/farmacodinâmicos e estudos em populações especiais indicam que o ajuste de dose de bilastina não é necessário em pacientes idosos, com doença hepática crônica ou doença renal crônica .

### Segurança cardiológica
A segurança clínica cardiológica da bilastina foi avaliada em vários  ensaios clínicos realizados (mais de 3.500 pacientes tratados com bilastina) e em um estudo de fase I (estudo QT/QTc completo) projetado de acordo com a orientação ICH E14 e os requisitos mais exigentes da Food and Drug Administration (FDA). Quando os dados dos eletrocardiogramas (ECG) de todos os estudos da fase I são analisados, não se observa nenhuma alteração significativa em qualquer parâmetro após a administração de bilastina em doses únicas (até 11 vezes a dose terapêutica), nem em doses múltiplas (até 10 vezes a dose terapêutica). Estudos de fase II e III sobre RA e urticária (incluindo a fase de extensão aberta de 12 meses) não revelam alterações no ECG, nem prolongamentos significativos do intervalo QTc após administração de 20 mg de bilastina.
Um estudo minucioso dos intervalos QT/QTc foi projetado para avaliar o efeito nos intervalos QT/QTc, tanto com a dose terapêutica (20 mg) e 100 mg de bilastina, como também da coadministração da dose terapêutica com doses usuais de cetoconazol (400 mg/dia), um inibidor da metabolização do sistema de transporte P-gP. Verificou-se que a administração de 20 e 100mg de bilastina durante 4 dias, não induziu alterações significativas na duração do intervalo QT/QTc em nenhum dos indivíduos. Da mesma forma, a coadministração de bilastina 20 mg e cetoconazol 400 mg não produziu qualquer prolongamento significativo no intervalo QT/QTc atribuível à bilastina.

## Interações
Os dados pré-clínicos sugerem a possibilidade de interações da bilastina com medicamentos ou alimentos inibidores ou indutores das P-glicoproteínas. A coadministração de bilastina e suco de toranja (um conhecido indutor do transporte de drogas mediado por glicoproteínas P) reduziu significativamente a exposição sistêmica à bilastina. Essa interação se deve ao conhecido efeito dos flavonóides da toranja nos sistemas de transporte intestinal, como as P-glicoproteínas e os peptídeo de transporte de ânions orgânicos (OATP).

## Farmacologia

### Farmacodinâmica
A bilastina liga-se aos receptores H1 de histamina do cerebelo do porquinho-da-índia (Ki = 44 nM) e aos receptores recombinantes H1 de histamina dos humanos (Ki = 64 nM) com uma afinidade comparável ao astemizol e a difenidramina, sendo três vezes superior à cetirizina e cinco vezes superior a fexofenadina (Corcóstegui). Em diferentes espécies de murinos, a bilastina por via oral antagoniza os efeitos da histamina de maneira dose-dependente, com uma potência similar à da cetirizina e cerca de 5,5 e 10 vezes maior que a da fexofenadina.
Investigações pré-clínicas demonstram a afinidade e especificidade da bilastina pelos receptores H1 de histamina em comparação com outros subtipos de receptores de histamina e outros 30 receptores de diferentes aminas. A experimentação in vivo confirmou a atividade anti-histamínica e antialérgica, que foi pelo menos comparável a de outros anti-histamínicos H1 de segunda geração, como a cetirizina.

### Farmacocinética

#### Absorção
A bilastina é absorvida mais rapidamente com a ausência de alimentos e atinge um pico médio de concentração plasmática de 220 ng/mL aproximadamente após uma hora, tanto com uma única dose única quanto após múltiplas doses. A absorção é reduzida por café da manhã com alto teor calórico ou suco de frutas, sendo sua biodisponibilidade oral global estimada em aproximadamente 60%. A bilastina apresenta uma farmacocinética linear na faixa de dose de 2,5-220 mg em indivíduos adultos saudáveis, sem evidência de acúmulação após 14 dias de tratamento.

#### Distribuição
A distribuição da bilastina tem um volume aparente de distribuição de 1,29 L/kg, e tem uma meia-vida de eliminação de 14,5 horas com uma ligação às proteínas plasmáticas de 84-90%.

#### Metabolização
A bilastina não é significativamente metabolizada em humanos, sendo amplamente eliminada inalterada tanto na urina quanto nas fezes – um terço e dois terços da dose administrada, respectivamente, de acordo com um estudo de equilíbrio de massa de Fase I com bilastina radiomarcada. A bilastina não atravessa facilmente a barreira hematoencefálica e não é metabolizada pelo fígado. Noventa e seis por cento da dose administrada é eliminada dentro de 24 horas.
Em relação ao seu efeito anti-histamínico, doses orais e diárias de 20 mg de bilastina foram medidas em relação às áreas superficiais de pápula e erupção cutânea por 24 horas e a bilastina se mostrou capaz de inibir 50% das áreas da superfície – durante todo o intervalo de administração.

## Química
A bilastina, ou ácido 2-[4-[2-[4-[1-(2-etoxietil) benzimidazol-2-il]piperidin-1-il]etil]fenil]-2-metilpropiônico, é uma nova molécula com um peso molecular de 463,6 daltons e uma estrutura química semelhante ao piperidinil-benzimidazol. A bilastina pode, portanto, ser classificada no mesmo grupo químico de muitos dos novos anti-histamínicos do mercado, embora não seja estruturalmente derivada e nem seja um metabólito ou enantiômero de nenhum deles, mas sim uma molécula original projetada com o intuito de cumprir todas as os requisitos de um anti-histamínico de segunda geração .

### Pesquisas
Estudos clínicos usando diferentes dosagens foram feitos nas reações alérgicas de pápula e erupção induzidas por histamina durante um período de 24 horas, em comparação com uma dose oral única de 10 mg de cetirizina. Os resultados desta pesquisa indicaram que a bilastina foi pelo menos tão eficiente quanto a cetirizina na redução dos efeitos mediados pela histamina em voluntários saudáveis. Notavelmente, 20 e 50 mg de bilastina reduziu a reação alérgica de pápula e erupção de modo significativo e mais rapidamente do que a cetirizina.